# Рівняння Мещерського

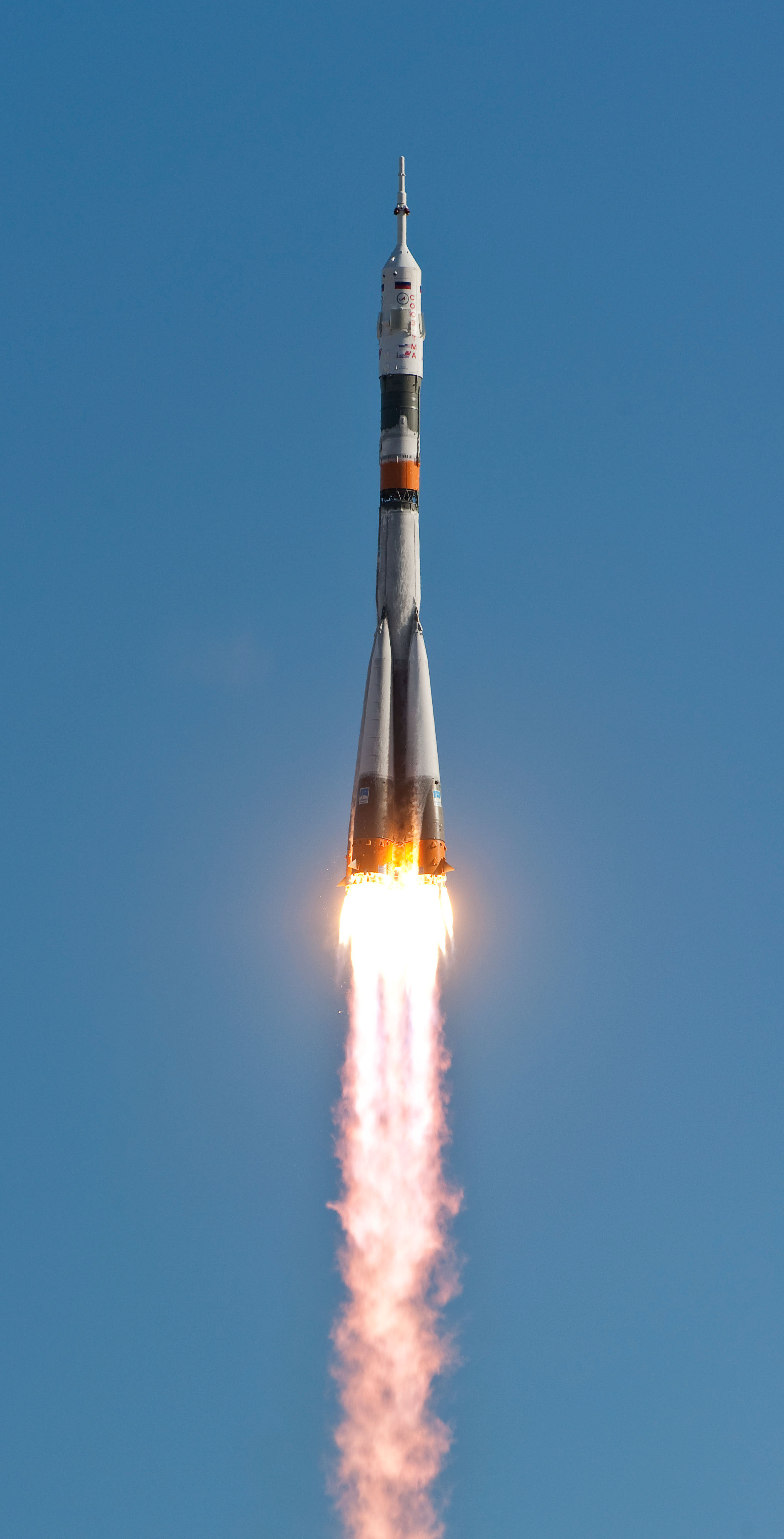
Ракета втрачає значну частину маси під час польоту і є прикладом тіла зі змінною масою

Рівняння Мещерського — рівняння Івана Мещерського, що визначає прискорення тіла зі змінною масою й описує рух.
При русі турбо-реактивного літака його двигуни вбирають повітря для спалювання палива й викидають із великою швидкістю гази, що утворилися при спалюванні. Таким чином, маса літака неперервно збільшується за рахунок увібраного повітря й неперервно зменшується за рахунок викинутих із сопла газів. Прискорення, яке отримує тіло з врахуванням збільшення й зменшення маси описується рівнянням Мещерського
{\displaystyle m{\frac {dv}{dt}}=F-{\frac {dm_{1}}{dt}}u_{1}-{\frac {dm_{2}}{dt}}u_{2}},
де m — маса тіла в певний момент часу, v — її швидкість, F — зовнішня сила (наприклад, сила тяжіння), {\displaystyle m_{1}} — відкинута з відносною швидкістю {\displaystyle u_{1}} маса, {\displaystyle m_{2}} — приєднана маса з відносною швидкістю {\displaystyle u_{2}}.
Вираз {\displaystyle -{\frac {dm_{1}}{dt}}u_{1}-{\frac {dm_{2}}{dt}}u_{2}} називається реактивною силою.

## Повітряно-реактивний рух
При русі літака в повітрі рівняння Мещерського зводиться до
{\displaystyle m{\frac {dv}{dt}}=F+{\frac {dm_{2}}{dt}}(u_{1}-u_{2})},
де {\displaystyle dm_{2}/dt} задає, скільки повітря літак набирає в двигуни за одиницю часу. Реактивна сила штовхатиме літак вперед у тому випадку, коли швидкість викидання газів перевищує швидкість літака.

## Зліт ракети
При зльоті ракети вертикально вгору їй потрібно подолати земне тяжіння. Використовуючи рівняння Мещерського можна отримати залежність швидкості ракети від часу
{\displaystyle v=v_{0}-gt+u_{1}{\text{ln}}\,{\frac {m_{0}}{m}}},
де {\displaystyle v_{0}} — початкова швидкість ракети, {\displaystyle u_{1}} — швидкість викидання газів, g — прискорення вільного падіння, {\displaystyle m_{0}} — початкова маса ракети, m — маса ракети в момент часу t.